# Cédric
Cédric è una serie a fumetti creata da Laudec e Cauvin (pubblicato in Francia da Dupuis) nel 1986, da cui è stata tratta un'omonima serie animata nel 2001.

## Caratteristiche
Il protagonista della serie è Cédric, un bambino di otto anni. Pensieroso e giocoso, a volte anche egoista e testardo, è innamorato della sua amica cinese Chen, per la quale prova un amore così grande da essere invidioso di qualunque bambino le rivolga la parola. Per conquistarla si avvale dell'aiuto del suo migliore amico Christian, nonché dei consigli di suo nonno Pepè. Vive assieme a quest'ultimo e ai genitori.

## Personaggi principali
- Cédric Dupont
- Christian: migliore amico di Cedric
- Manu: migliore amico di Cedric
- Chen Liaoping: cotta amorosa di Cedric
- Nicolas d'Aulnay des Charentes du Ventou: rivale in amore di Cedric
- Marie-Rose Dupont: madre di Cedric
- Robert Dupont: padre di Cedric
- Nonno Pepè (Jules Boudinet o Rohart): nonno di Cedric
- Valérie: migliore amica di Chen
- Sophie: migliore amica di Chen
- Adeline: sorella di Christian

## Episodi
| Stagione         | Episodi | Prima TV originale |
| ---------------- | ------- | ------------------ |
| Prima stagione   | 52      | 2001-2002          |
| Seconda stagione | 52      |                    |
| Terza stagione   | 52      |                    |

## Personaggi e doppiatori
| Personaggio | Doppiatore francese                                           | Doppiatore italiano                                |
| ----------- | ------------------------------------------------------------- | -------------------------------------------------- |
| Cédric      | Natacha Gerritsen (stagione 1) Raphaëlle Bruneau (stagione 2) | Tatiana Dessi                                      |
| Nonno Pepè  | Yves Barsacq (stagione 1) Michel Hinderyckx (stagione 2)      | Ettore Conti (stagione 1) Gianni Musy (stagione 2) |
| Christian   | Magali Barney (stagione 1) Stéphane Flamand (stagione 2)      | Ilaria Stagni                                      |
| Chen        | Caroline Combes (stagione 1) Mélanie Dermont (stagione 2)     | Letizia Ciampa                                     |
| Nicolas     | Stéphanie Lafforgue (stagione 1) Cécile Florin (stagione 2)   | Domitilla D'Amico                                  |
| Marie-Rose  | Catherine Davenier (stagione 1) Fabienne Loriaux (stagione 2) | Antonella Rinaldi                                  |
| Robert      | Olivier Pajot (stagione 1) Franck Dacquin (stagione 2)        | Lucio Saccone                                      |
| Sophie      |                                                               | Micaela Incitti                                    |